# Steffen Mellemseter
Steffen R. Mellemseter (ur. 26 lipca 1989 w Oppdal) – norweski curler, w curling gra od 2002, reprezentuje Oppdal Curling Club.
Mellemseter sześciokrotnie reprezentował Norwegię w mistrzostwach świata w curlingu. Pierwszy raz wystąpił w Eveleth w 2007, kiedy był trzecim w zespole Steina Fredrika Mellemsetera i zajął 7. miejsce. Rok później kapitanem został Kristian Rolvsfjord, norweska ekipa znalazła się w małym finale, w którym przegrała 3:5 przeciwko Kanadzie (William Dion). W 2009 drużyna uplasowała się na 5. miejscu. 
W sezonie 2009/2010 Steffen grając na trzeciej pozycji był kapitanem. Norwegowie ponownie zajęli 5. miejsce przegrywając w meczu barażowym. Na Mistrzostwach Świata Juniorów 2011 zagrywał ostatnie kamienie, ekipa z Oppdal Curling Club w Round Robin wygrała sześć z dziewięciu spotkań. Reprezentacja Norwegii w dolnym meczu Page play-off przegrała 4:10 z Kanadą (Braeden Moskowy), zdobyła jednak brązowe medale, pokonując tę samą drużynę 10:2. W 2012 juniorską ekipą Norwegii dowodził Markus Snøve Høiberg, Mellemseter był drugi. Zespół ponownie walczył o 3. miejsce, przegrał jednak 3:7 ze Szkotami (Kyle Smith).
Z drużyną seniorską Steffen Mellemseter uczestniczy w rywalizacji Curling Champions Tour.

## Drużyna

### Seniorska
|           | Czwarty              | Trzeci              | Drugi               | Otwierający          |
| --------- | -------------------- | ------------------- | ------------------- | -------------------- |
| 2011/2013 | Steffen Mellemseter  | Steffen Walstad     | Haavard Mellem      | Magnus Nedregotten   |
| 2010/2011 | Kristian Rolvsfjord  | Steffen Walstad     | Steffen Mellemseter | Markus Snøve Høiberg |
| 2009/2010 | Markus Snøve Høiberg | Steffen Mellemseter | Steffen Walstad     | Anders Bjørgum       |

### Juniorska
|           | Czwarty                   | Trzeci               | Drugi               | Otwierający          |
| --------- | ------------------------- | -------------------- | ------------------- | -------------------- |
| 2011/2012 | Markus Snøve Høiberg      | Magnus Nedregotten   | Steffen Mellemseter | Sander Rølvåg        |
| 2010/2011 | Steffen Mellemseter       | Markus Snøve Høiberg | Magnus Nedregotten  | Sander Rølvåg        |
| 2009/2010 | Markus Snøve Høiberg      | Steffen Mellemseter  | Steffen Walstad     | Magnus Nedregotten   |
| 2008/2009 | Kristian Rolvsfjord       | Steffen Mellemseter  | Steffen Walstad     | Markus Snøve Høiberg |
| 2007/2008 | Kristian Rolvsfjord       | Steffen Walstad      | Steffen Mellemseter | Markus Snøve Høiberg |
| 2006/2007 | Stein Fredrik Mellemseter | Steffen Mellemseter  | Kristian Rolvsfjord | Markus Snøve Høiberg |